# Ruta Nacional A014 (Argentina)
La Ruta Nacional A014 es la autopista de circunvalación de la ciudad de San Juan, en Argentina, con dos carriles por sentido de circulación separados por un canal pluvial. Su forma es casi circular y posee una extensión es de 16 km numerados en sentido horario. El kilómetro 0 se encuentra en el empalme con la Ruta Nacional 40, en el sentido sur.
Esta avenida de circunvalación se extiende por los departamentos sanjuaninos de Capital, Rivadavia y Santa Lucía.
La autopista se encuentra parquizada y se alcanzan a visualizar los edificios de San Juan Central y las Sierras que rodean al valle.
A ella se unen el Acceso Norte, Sur y Este para una rápida distribución a la ciudad. Actualmente queda dentro del perímetro urbano.
Comunica el centro de la ciudad de San Juan con las demás ciudades circundantes que conforman el aglomerado urbano del Gran San Juan, como Villa Krause, Rivadavia, Santa Lucía y Villa Paula Albarracín de Sarmiento, evitando que circulen una gran cantidad de vehículos por las calles del centro y macrocentro de la ciudad.

## Gestión
Esta autopista no posee peaje ya que está mantenida mediante Contratos de recuperación y mantenimiento (C.Re.Ma.). Junto con otros tramos de la Ruta Nacional 40 y la Ruta Nacional 20 forma la malla 332 que está adjudicada a una única empresa contratista.

## Obra de parquización
Esta obra se realizó en 2005, y significó un cambio enorme para el paisaje de la capital de la provincia. Puede ser el espacio verde público con riego artificial más grande del país, según los técnicos a cargo.

## Trayecto

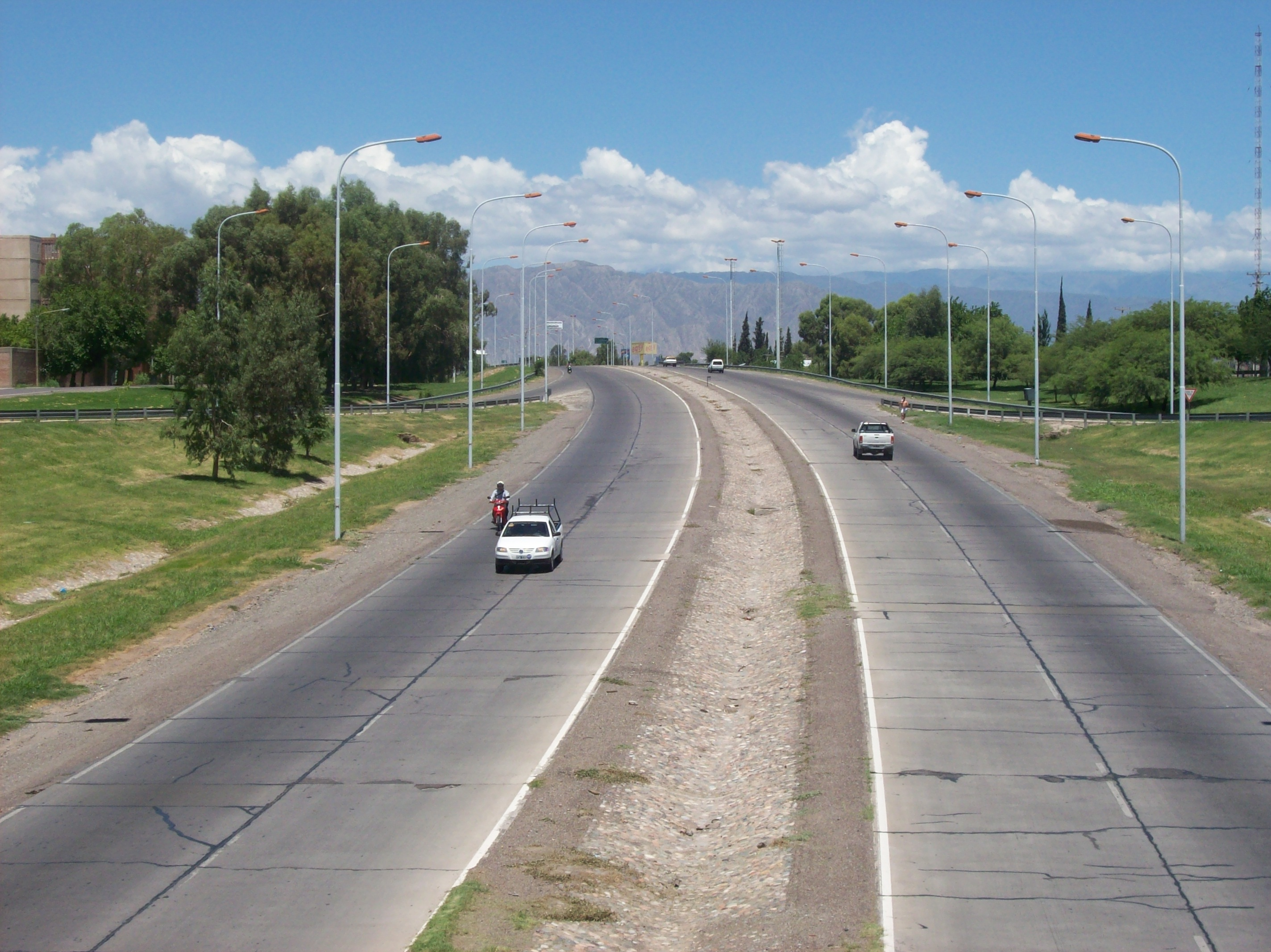
Vista de la autopista desde el puente de la Avenida Mendoza Norte.

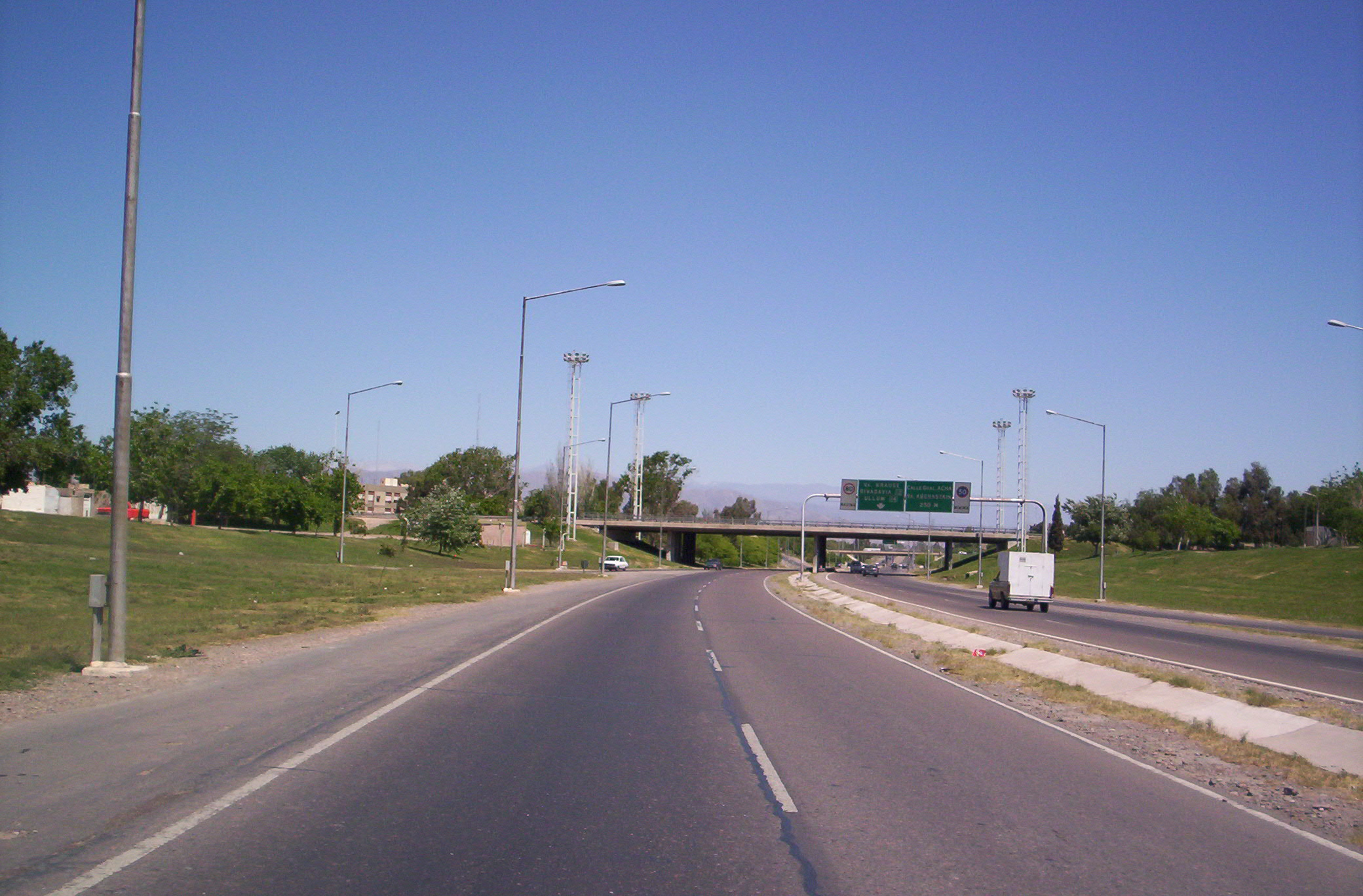
Vista de la autopista.

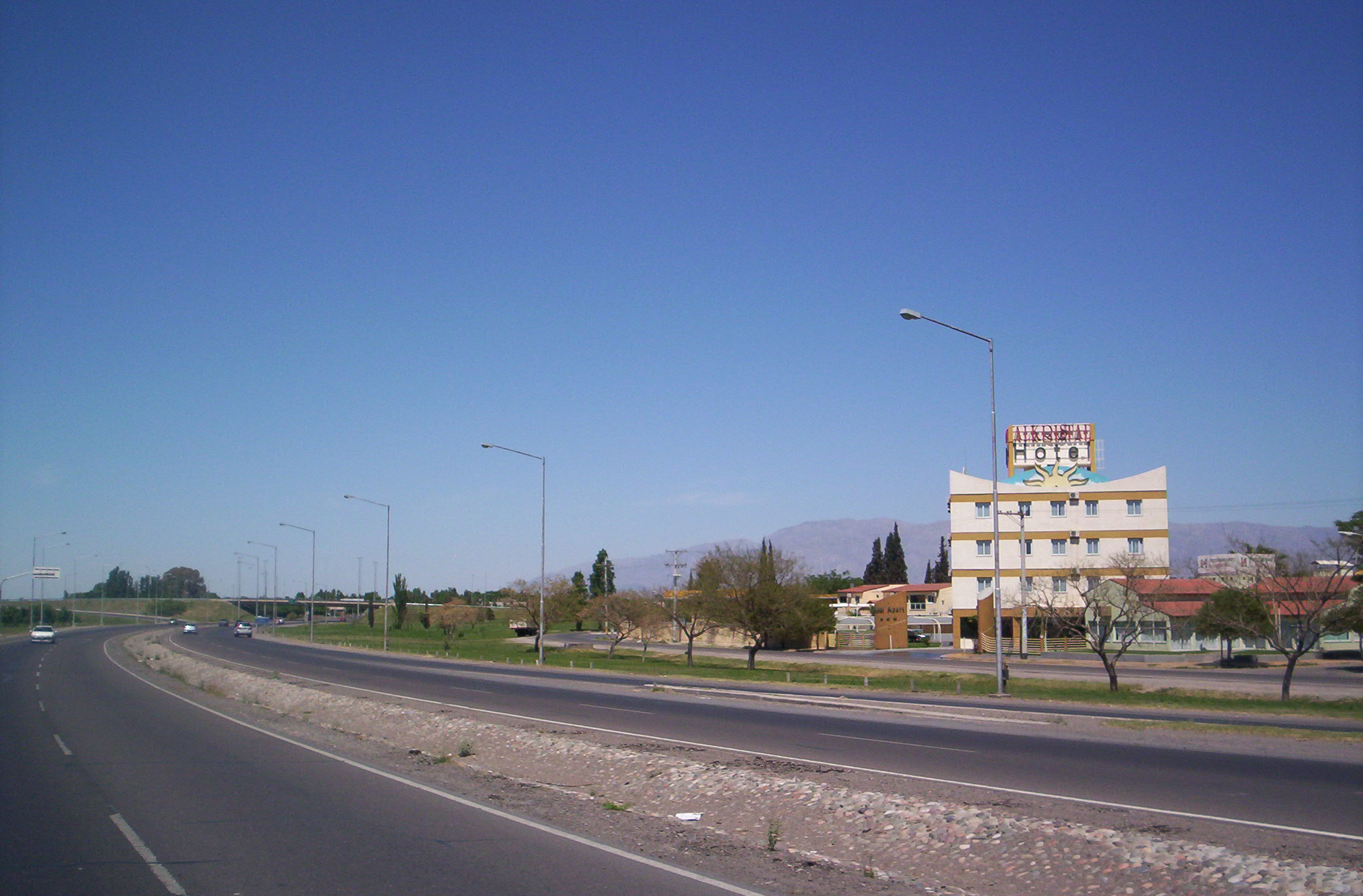
Vista de la autopista en Santa Lucía.

|  |  |  | RM |

|  |  |  | RMIdu |

|  |  |  | RM |

|  |  |  | RM |

|  |  |  | RMIdo |

|  |  |  | RM |

|  |  |  | MWKRZo |

|  |  |  | RM |

|  |  |  | RMIdo |

|  |  |  | RM |

|  |  |  | RM |

|  |  |  | MWKRZu |

|  |  |  | RM |

|  |  |  | RM |

|  |  |  | RMIdo |

|  |  |  | RM |

|  |  |  | MWKRZo |

|  |  |  | RM |

|  |  |  | RMIdo |

|  |  |  | RM |

|  |  |  | RM |

|  |  |  | RMIdo |

|  |  |  | RM |

|  |  |  | RMIdo |

|  |  |  | RM |

|  |  |  | RM |

|  |  |  | RMIdu |

|  |  |  | RM |

|  |  |  | RM |

|  |  |  | RMIdo |

|  |  |  | RM |

|  |  |  | MWKRZo |

|  |  |  | RM |

|  |  |  | RMIdo |

|  |  |  | RM |

|  |  |  | RM |

|  |  |  | MWKRZo |

|  |  |  | RM |

|  |  |  | RM |

|  |  |  | RMIdu |

|  |  |  | RM |

|  |  |  | RM |

|  |  |  | RMIdu |

|  |  |  | RM |

|  |  |  | RM |

|  |  |  | RMItu4aq |

|  |  |  | RM |

|  |  |  | MWKRZo |

|  |  |  | RM |

|  |  |  | RMIdo |

|  |  |  | RM |

|  |  |  | RM |

|  |  |  | RMIdo |

|  |  |  | RM |

|  |  |  | MWKRZo |

|  |  |  | RM |

|  |  |  | RMIdo |

|  |  |  | RM |

|  | FLUG |  | RMItu4aq |

|  |  |  | RM |

|  |  |  | RM |

|  |  |  | RMItu4aq |

|  |  |  | RM |

|  |  |  | MWKRZu |

|  |  |  | RM |

|  |  |  | RM |

|  |  |  | RMIdu |

|  |  |  | RM |